# Герасимова, Ирина Анатольевна
Ирина Анатольевна Герасимова (род. 2 июня 1960, Москва) — российский радиопродюсер, с 2005 года руководитель Российского государственного музыкального телерадиоцентра. Академик Российской Академии Радио; лауреат премии «Медиаменеджер России 2010, 2012, 2015»; «Почетный радист»; Заслуженный работник культуры РФ. Лауреат премии Правительства Российской Федерации в области средств массовой информации (2023).

## Биография
Окончила Горьковскую государственную консерваторию имени М. И. Глинки по классу фортепиано (1983) и Российскую академию народного хозяйства и государственной службы при Президенте РФ (РАНХиГС).
С 1985 года работала музыкальным редактором на радиостанции «Юность», с 1991 года — в Студии музыкально-развлекательных телепрограмм Российского телевидения. С 1993 года программный директор радио «Панорама». В 1996—1998 гг. руководитель отдела радио в агентстве «Ладомир-реклама». В 1998—1999 гг. генеральный директор «Радио России-Ностальжи». C 1999 года заместитель председателя, в 2000—2004 гг. — председатель Государственной радиовещательной компании «Маяк». В 2004—2005 гг. заместитель директора Дирекции радиовещания Департамента радиовещания Всероссийской Государственной телевизионной и радиовещательной компании.
В 2005 году в должности генерального директора — художественного руководителя возглавила Российский государственный музыкальный телерадиоцентр, в состав которого входят радиостанция «Орфей», передающая академическую музыку, и связанные с ней музыкальные коллективы: Симфонический оркестр радио «Орфей», Академический Большой концертный оркестр им. Ю. В. Силантьева, Академический большой хор «Мастера хорового пения», Академический хор русской песни, Биг-бенд «Орфей». Возглавила реформу радио «Орфей», нацеленную на расширение его аудитории, в связи с чем столкнулась с определённой критикой.
В декабре 2001 года возглавила Гильдию радиожурналистов в составе Общероссийской общественной организации работников СМИ «МедиаСоюз» (с 2002 года — Гильдия радио), занимала эту должность до ноября 2004 года. При учвстии Герасимовой была создана российская премия в области радиовещания — «Радиомания».